# Sylwester Dybczyński
Sylwester Dybczyński (ur. 10 grudnia 1878 w Pleszewie, zm. 30 października 1946 w Poznaniu) – polski pedagog, działacz społeczny, senator w II Rzeczypospolitej.

## Życiorys
Uczył się w progimnazjum w Pleszewie (do 1894), następnie ukończył w 1900 Seminarium Nauczycielskie w Kcyni. W 1906 zdał egzamin na nauczyciela szkół średnich, w 1911 uzyskał dyplom nauczyciela szkół handlowych na Akademii Handlowej w Lipsku (po studiach w latach 1909–1911, gdzie był równocześnie płatnym asystentem i gdzie działał w Stowarzyszeniu Studentów Polaków „Unitas”).
Od 1900 pracował jako nauczyciel w szkołach średnich, najpierw w Kobylicy (koło Gniezna), później (od 1906) w Tucholi. Od 1911 był nauczycielem w szkole handlowej w Pile. W 1918 organizował Radę Obywateli Polaków w Pile (następnie był jej sekretarzem generalnym), za co Sąd Rzeszy Niemieckiej w Lipsku i prokuratura w Pile wszczęły postępowanie karne oskarżając go o zdradę stanu.
W dwudziestoleciu międzywojennym od 1919 pracował jako nauczyciel i pierwszy dyrektor Miejskiej Szkoły Handlowej w Poznaniu. Był również organizatorem i kierownikiem Referatu Szkolnictwa Zawodowego w Ministerstwie byłej Dzielnicy Pruskiej. Założył w 1926 Wyższą Szkołę Handlową w Poznaniu, w której wykładał nauki o handlu, a następnie kierował Studium Pedagogicznym i uczył dydaktyki nauk handlowych. W okresie 1927–1928 był na stypendium naukowym w International Institute przy Columbia University w Nowym Jorku, gdzie zajmował się organizacją szkolnictwa zawodowego. Działał również na rzecz utworzenia w Poznaniu trzeciej polskiej politechniki.
W 1938 został senatorem V kadencji (1938–1939) z województwa poznańskiego, pracował w komisjach: komunikacji i oświatowej.
Po wybuchu II wojny światowej przeniósł się do Częstochowy, gdzie działał w konspiracji jako kurator Okręgu Szkolnego Ziem Zachodnich (1940–1945). Po wojnie pracował jako naczelnik Wydziału Szkolnictwa Zawodowego Kuratorium Okręgu Szkolnego Poznańskiego i wykładowca w Akademii Handlowej w Poznaniu.
Został pochowany na cmentarzu Górczyńskim w Poznaniu (kwatera ILb1-2-8).

## Ordery i odznaczenia
- Krzyż Kawalerski Orderu Odrodzenia Polski (10 listopada 1933)[4]

## Życie prywatne
Był synem Antoniego (szewca) i Marianny (według aktu zgonu Marii) ze Stragierowiczów. Miał dwóch braci i trzy siostry. Nie założył rodziny.